# Jacinto Torres
Jacinto Torres Mulas nació en Madrid en 1950, es doctor en filología hispana por la Universidad Complutense de Madrid, fue miembro fundador del Seminario de Estudios de la Música Antigua (SEMA) así como de la Sociedad Española de Musicología, de la que fue elegido su primer secretario general. En 1982 fundó el Instituto de Bibliografía Musical, entidad pionera en España. Es asimismo autor de una docena de libros y un centenar de ensayos y artículos de tema literario, musicológico e histórico.